# Benjamin Mendy
Benjamin Mendy (ur. 17 lipca 1994 w Longjumeau) – francuski piłkarz senegalskiego pochodzenia, występujący na pozycji obrońcy we francuskim klubie FC Lorient. W latach 2017–2019 reprezentant Francji. Złoty medalista Mistrzostw Świata 2018.
Wychowanek Le Havre AC, w swojej karierze grał także w AS Monaco oraz Manchesterze City. W lipcu 2023 podpisał dwuletni kontrakt z FC Lorient.

## Kontrowersje
26 sierpnia 2021 roku Benjamin Mendy został zatrzymany w związku z oskarżeniami o dokonanie czterech gwałtów i jednej napaści na tle seksualnym. Zarzuty dotyczyły domniemanych przestępstw przeciwko dwóm różnym kobietom i dziewczynie w wieku między 16. a 18. rokiem życia. Do przestępstwa miało dojść między październikiem 2020 a sierpniem 2021. Odrzucono jego wniosek o zwolnienie za kaucją, ponieważ złamał wcześniejsze warunki zwolnienia, zakazujące organizowania żadnych przyjęć domowych. Manchester City zawiesił obrońcę do czasu rozwiązania sytuacji.
W 2023 Benjamin Mendy został uniewinniony ze wszystkich postawionych mu zarzutów.

## Kariera reprezentacja
25 marca 2017 w wygranym 3:1 meczu z Luksemburgiem zadebiutował w reprezentacji Francji.

## Sukcesy

### Monaco
- Mistrzostwo Francji: 2016/2017

### Manchester City
- Mistrzostwo Anglii: 2017/18, 2018/19
- Puchar Anglii: 2018/2019
- Puchar Ligi Angielskiej: 2019/20
- Tarcza Wspólnoty: 2019

### Reprezentacyjne
- Mistrzostwo Świata: 2018

### Indywidualne
- Drużyna roku w Ligue 1: 2016/2017

## Odznaczenia
- Chevalier Legii Honorowej – nadanie 2018[10], wręczenie 2019[11][12]